# Chavo Guerrero Sr.
Chavo Guerrero Sr., eigentlich Salvador Guerrero Yañez (* 7. Januar 1949 in El Paso, Texas; † 11. Februar 2017 ebenda), war ein US-amerikanischer Wrestler, der auch unter dem Ringnamen Chavo Classic bekannt war.

## Familie
Guerrero stammte aus der Wrestling-Familie Guerrero. Schon sein Vater Salvador „Gory“ Guerrero, eine Größe des Lucha Libre, und seine jüngeren Brüder Armando (Mando), Hector und Eddie Guerrero waren in der Wrestling-Szene aktiv. Sein Sohn Chavo Guerrero Jr. ist ebenfalls als Wrestler aktiv und stand unter anderem bei World Championship Wrestling und World Wrestling Entertainment unter Vertrag.
Guerrero war seit 1971 mit Nancy verheiratet und hatte zwei Kinder (Chavo Jr. und Torie).
Am 11. Februar 2017 verstarb er an Lungenkrebs.

## Karriere
Sein Profidebüt gab Guerrero 1972. 1976 erhielt er den „Rookie of the Year“ („Neuling des Jahres“). Sein Trainer war Gory Guerrero, die Manager Dark Journey und Baby Doll. Er hatte eine Größe von 1,80 m und wog 103 kg.
Nach seiner aktiven Laufbahn war Guerrero als Manager bei der WWE und Commissioner bei TXH tätig. Im Jahr 1991 war er in der Rolle des Wrestlers Ramon im Film Alligator II – Die Mutation zu sehen.

## Titel
- National Wrestling Alliance (kurz NWA)
  - 15× Americas Heavyweight Champion
  - 10× Americas Tag Team Champion – mit Gory Guerrero, Hector Guerrero, Rowdy Roddy Piper, Alberto Madrill u. a.
  - 2× Light Heavyweight Champion
  - International Junior Heavyweight Champion
  - Florida United States Tag Team Champion – mit Bruder Hector
- ACCW
  - 2× Heavyweight Champion
- Texas All Star Wrestling (kurz TASW)
  - Tag Team Champion – mit Al Madril
  - USA Champion
- Southwest Championship Wrestling (kurz SWC)
  - Tag Team Champion – mit Manni Hernandez
  - Southwest Junior Heavyweight Champion
- World Wrestling Association (kurz WWA)
  - World Trios Champion – mit Eddie und Mando Guerrero
- All Japan Pro Wrestling (kurz AJPW)
  - International Junior Heavyweight Champion
- World Wrestling Entertainment (kurz WWE)
  - 1× WWE Cruiserweight Champion